# Сабља М1826
Сабља модел 1826, руска коњичка сабља масовно коришћена у војсци Кнежевине Србије (1840-1883).

## Историја
Српска стајаћа војска, формирана 1839, имала је до 1860. само два пешадијска батаљона и један коњички ескадрон, у свему око 2.500 војника. Коњички ескадрон имао је свега 208 коњаника, наоружаних сабљама и пиштољима кремењашима. Сабље су биле разнолике, од турских сабљи домаће производње до старих руских сабаља заосталих још из Наполеонових ратова. Године 1840. Кнежевина Србија увезла је из Русије 2.000 пушака кремењача са бајонетима, 2.000 пешадијских тесака (М1817) и 400 коњичких сабаља (М1809 и М1826). Српска народна војска, основана 1861, требало је да има 17 пукова пешадије и 17 ескадрона коњице, у свему око 90.000 пешака и 2.500 коњаника. За наоружање толике војске недостајало је свега, и пушака и сабаља. Коњица је, по плану, требала да буде наоружана коњичким карабинима и сабљама. Уз то, све старешине народне војске од водника навише добијале су од државе сабље, као знак свог чина (пошто униформи у народној војсци у прво време није било, а за другу класу их није било ни касније). Обзиром да су на сваку чету (око 100 бораца) долазила два водника и један четовођа, само за четне старешине (око 640 чета) требало је још око 2.000 сабаља, а за батаљонске старешине (по један народни командир и један ађутант на сваки од 160 батаљона) још 320 сабаља. Обзиром да је Србија до 1861. имала свега око 7.000 државних пушака и око 400 државних сабаља, приступило се набавци оружја из иностранства. Тако је из Русије 5. јануара 1863. стигло 39.200 пушака капислара са бајонетима и 3.000 сабаља (М1826 и шашке разних врста). Пошто је требало преко 5.800 сабаља само за коњицу и старешине народне војске, а за војне чиновнике још око 1.000, почетком 1865. из Аустрије је увезено још 2.700 сабаља М1845 и М1850. Већина сабаља била је војничке (без украса, најпростије израде), а мали део официрске категорије. У овој набавци било је и нешто пруских сабаља М1852.

## Употреба
Војвода Живојин Мишић у својим успоменама на Први-српско-турски рат из 1876. наводи да је као ђак-поднаредник (питомац Војне академије упућен на ратиште) добио тешку сабљу модела златоуст.